# Diocesi di File

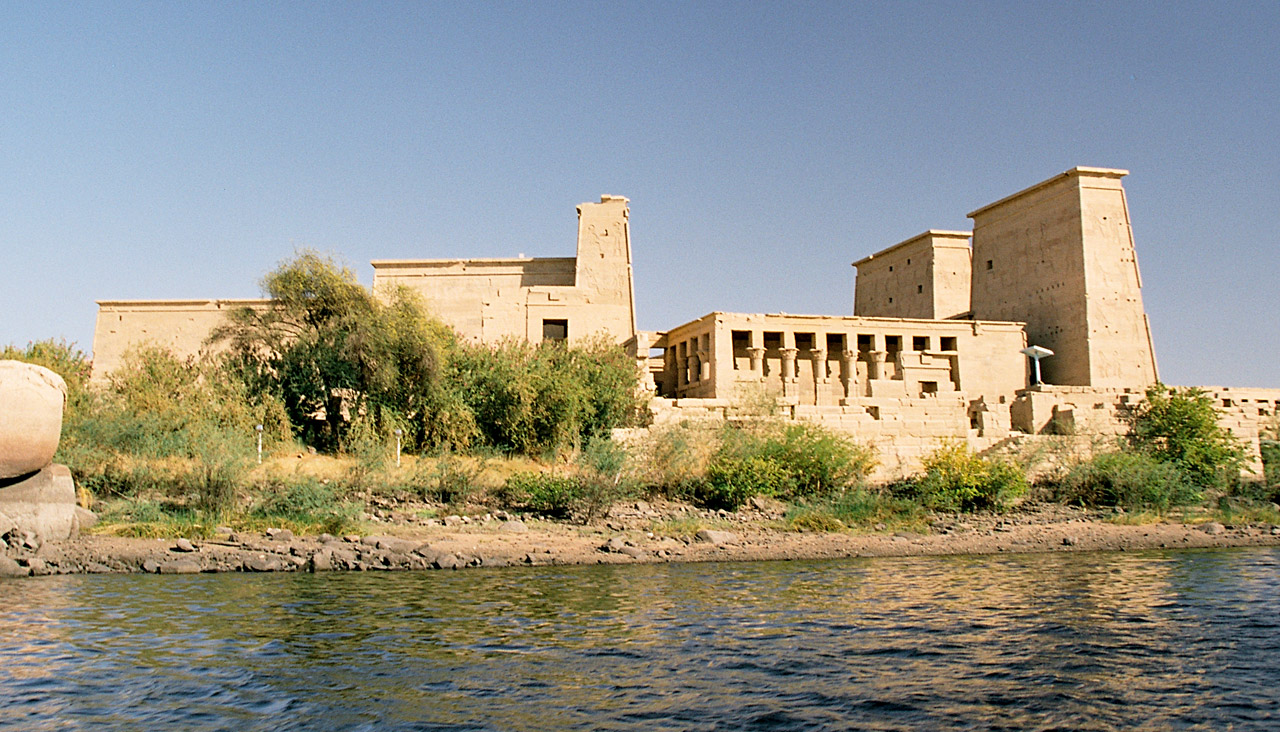
L'isola di Philae e, sulla destra, il tempio di Iside, trasformato nel VI secolo in chiesa Cristiana.

La diocesi di File (in latino Dioecesis Philitana) è una sede soppressa e sede titolare della Chiesa cattolica.

## Storia
File, corrispondente all'isola di File nell'odierno Egitto, è un'antica sede episcopale della provincia romana della Tebaide Seconda nella diocesi civile d'Egitto. Faceva parte del patriarcato di Alessandria ed era suffraganea dell'arcidiocesi di Tolemaide.
Nella vita del monaco Aronne, contenuta in un testo agiografico copto degli inizi del V secolo, attribuita a Pafnuzio e nota con il nome di "Storia dei monaci dell'Alto Egitto", si racconta la storia degli inizi del cristianesimo a File e si menziona Macedonio come primo vescovo dell'isola. Questi, dopo essere stato consacrato da Atanasio di Alessandria, convertì al cristianesimo i due figli del sacerdote pagano del tempio di Iside, a cui dette il nome di Marco e di Isaia, e il monaco Psulusia. Tutti e tre saranno suoi successori sulla sede di File.
Annick Martin ha dimostrato l'attendibilità storica di questo racconto agiografico. La diocesi di File, assieme a quella di Siene, sarebbe stata fondata in occasione della visita che, attorno al 330, il giovane vescovo Atanasio fece in queste lontane terre dell'Alto Egitto. Un vescovo di nome Macedonio, senza indicazione della sede di appartenenza, sottoscrisse gli atti del concilio di Sardica (343/344).
La prima attestazione storica certa dell'esistenza della diocesi è contenuta nel Tomus ad Antiochenos, del 362, scritto da Atanasio e nel quale si esprimeva la fede ortodossa della Chiesa alessandrina; tra i firmatari del Tomus si trova anche Marco di File. Un vescovo Marco, proveniente dalla Tebaide, ma menzionato senza indicazione della sede episcopale di appartenenza, fu esiliato nella regione di Ammoniaké durante la persecuzione ordinata dall'usurpatore ariano Giorgio di Alessandria nel 356.
Nella lettera festale del 368, Atanasio comunicò ai vescovi egiziani i prelati deceduti durante l'anno e i nomi di coloro che erano stati scelti per queste sedi vacanti. Tra le varie successioni, si trova anche l'indicazione "Isaia al posto di Marco", ma senza menzione della diocesi di appartenenza. Secondo Martin, non vi è dubbio che questi due vescovi siano da identificare con quelli di cui parla la vita del monaco Aronne e dunque da attribuire alla sede di File.
Non si hanno altre notizie su Isaia, a cui succedette Psulusia, il monaco del racconto di Aronne, che fu consacrato vescovo da Timoteo I (380-384), e che era ancora in carica durante il pontificato di Teofilo (385-412), epoca in cui fu scritta la Vita di Aronne. Un aspetto storico interessante, raccontato dalla Vita, è l'abitudine dei vescovi egiziani di pagare un tributo ai nuovi patriarchi, cosa che fece anche Psulusia nel 385 al patriarca Teofilo.
Nei suoi Annali, Eutichio di Alessandria (877-940), ricorda che un vescovo Eusebio di File, assieme ad Eusebio di Nicomedia, introdusse Ario alla corte di Costantino I nel 325.  Secondo Martin, quest'indicazione è palesemente errata, per la confusione creatasi con il vescovo Eusebio di Cesarea.
Due iscrizioni in greco documentano l’esistenza del vescovo Daniele verso la metà del V secolo. In entrambe le iscrizioni, datate all'incirca tra il 449 e il 468, il nome del vescovo è associato a quello del conte e comandante militare Flavios Damonikos († 468), in occasione del restauro e ampliamento delle mura di File.
Nel VI secolo è vissuto il vescovo più noto di File, Teodoro, appartenente alla Chiesa ortodossa copta, il cui lunghissimo episcopato (ca. 525-577) è stato ricostruito grazie a numerose testimonianze letterarie, epigrafiche e papirologiche, che attestano, tra le altre cose, il ruolo fondamentale da lui svolto nella conversione al cristianesimo del popolo dei Nobati. A lui si deve la conversione in chiesa cristiana del tempio di Iside sull’isola di File.
Un'iscrizione in copto datata 723 ricorda che all’epoca del vescovo Severo fu consacrato l'altare della chiesa di Santa Maria, Madre di Dio, a File.
A questi vescovi, Klaas Worp aggiunge, nella sua cronotassi, il nome di Callinico, documentato da un'iscrizione in greco, non databile, forse proveniente da File.
Dal 1933 File è annoverata tra le sedi vescovili titolari della Chiesa cattolica; la sede è vacante dal 5 novembre 1965.

## Cronotassi

### Vescovi residenti
- Macedonio † (menzionato nel 343/344)
- Marco † (prima del 356 - 368 deceduto)
- Isaia † (368 - ?)
- Psulusia † (fine IV secolo - inizio V secolo)
- Daniele † (menzionato tra il 449 e il 468)
- Teodoro † (circa 525/526 - dopo il 577 deceduto)
- Severo † (menzionato nel 723)
- Callinico † (?)

### Vescovi titolari
- Alphonse Marie Van den Bosch, C.SS.R. † (14 giugno 1938 - 10 novembre 1959 nominato vescovo di Matadi)
- Luis Francisco Irizar Salazar, O.C.D. † (7 febbraio 1961 - 5 novembre 1965 deceduto)